# Wesley Shepard
O. Wesley Shepard (Harvey (Illinois), 25 september 1908 – 14 februari 1991) was een Amerikaans componist, muziekpedagoog en dirigent.

## Levensloop
Shepard studeerde aan de Columbia-universiteit in New York, aan de Northwestern-universiteit te Evanston en aan de Universiteit van Michigan in Ann Arbor. Aansluitend was hij in 1930 en 1931 muziekleraar in Saint Louis (Missouri). Van 1931 tot 1937 was hij docent in Maywood (Illinois) en van 1937 tot 1942 in Evansville (Indiana). Tijdens de Tweede Wereldoorlog was hij dirigent van een militaire kapel van de United States Army. Vanaf 1946 werkte hij als professor in de muziekafdeling van de Universiteit van Evansville in Evansville (Indiana). An deze universiteit was hij ook dirigent van de harmonieorkesten en van 1946 tot hij met pensioen ging in 1972 bestuurslid van de muziekafdeling.
Naast voortreffelijke bewerkingen van klassieke werken voor harmonieorkest (Morceau Symphonique, op. 88  van Alexandre Guilmant, Ruy Blas, ouverture, op. 95 van Felix Mendelssohn Bartholdy etc.) heeft hij ook eigen werk voor dit medium gecomponeerd.

## Composities

### Werken voor harmonieorkest
- 1937 Gallantry Overture, voor harmonieorkest
- Hail to Evansville, mars

## Publicaties
- 1936 State and District Contests and Festivals, in: Music Educators Journal, Vol. 22, No. 1 (Sep., 1935), pp. 58–59
- Paul E. Bierley, William H. Rehrig: The heritage encyclopedia of band music : composers and their music, Westerville, Ohio: Integrity Press, 1991, ISBN 0-918048-08-7
- Kenneth Walter Berger: Band encyclopedia, Kent, Ohio: Band Associates, 1960, 604 p.